# Солинас, Мариза
Мариза Анна Солинас ( Генуя, 30 мая 1941 — 12 февраля 2019, Рим, Италия]) — итальянская актриса
 и певица
, пик популярности которой пришёлся на 1960-1970-е годы.
Запомнилась своей привлекательностью и миниатюрностью, благодаря чему стала своего рода эталоном модели пин-ап в Италии. Появилась на обложке первого номера журнала Playmen 1968 года.

## Биография
Отец Маризы Солинас был родом с Сардинии, мать — из Тосканы. Семья держала бар в Генуе. Подростком Мариза мечтала об оперной карьере, посещала школу пения в Театре Карло Феличе в Генуе, но вскоре решила посвятить себя поп-музыке и в 1960 году переехала в Милан вместе с матерью.
Дебютировала в шоу-бизнесе, однако в качестве киноактрисы: её заметил Марио Моничелли, который и позвал Маризу на одну из главных ролей в эпизод «Ренцо и Лучиана» киноальманаха Боккаччо 70. В этом сегменте показана история страстной любви двух молодых сотрудников крупной компании на фоне социальных неурядиц эпохи экономического бума.
Когда в 1967 году всю Италию потрясла весть о самоубийстве певца Луиджи Тенко на Фестивале в Сан-Ремо, Мариза Солинас заявила, что причиной трагедии стали 6 миллионов лир, которые Тенко якобы задолжал ради участия в фестивале. Компания-организатор резко осудила эти заявления, а Солинас сообщила, что ей стали поступать угрозы, касающиеся её малолетнего сына Давида, и требования опровергнуть свои обвинения.
В дальнейшем Мариза Солинас уделила внимание специфическому итальянскому жанру musicarello (вид мюзикла в итальянском стиле): вместе с Малышом Тони появилась в фильме Riderà (Cuore matto), снималась в фильмах категории Б, но и в первоклассных картинах в рамках итальянской комедии (Viaggio di nozze all’italiana, 1966, L’arbitro, 1974, Всех за решётку и I due carabinieri, обе 1984) продолжала появляться.
В качестве певицы Мариза Солинас дебютировала только 1964 году с песней Devi imparare, которая также попала в кино по системе Cinebox, но эта деятельность, несомненно, имела меньший успех; для La voce del padrone, CDB и ряда более мелких лейблов записывала песни в сольном исполнении либо с другими певцами и актёрами, в частности с Андреа Джордана.
Отдельно следует упомянуть песню L’estasi — явно вдохновлённую французской Je t’aime… moi non plus, с практически точным повторением мелодии, но исполненную с сильным эротическим посылом (песню написали Элвио Монти и Армандо Стула (ставший впоследствии мужем Виттории Солинас, сестры Маризы) и чувственную песню Amo sentirvi, исполненную втроём с Витторией и Стулой (на обложке пластинки все трое по пояс обнажены).
В 1970-е годы популярность получила ещё одна композиция в исполнении Маризы Солинас, Vai suora vai, в которой рассказывается о монахине в тисках эротических фантазий. На обложке диска — Солинас в костюме монахини принимает сексуальные позы.
В 1973 году позирует обнажённой для Джины Лоллобриджиды, выбравшей Маризу в качестве модели для своего фотоальбома Моя Италия.
В 1990 годы работала в IMAIE, ассоциации, защищающей права артистов.
В 2009 году Мариза Солинас выпустила альбом под названием Venerefenice — Retrospettiva, содержащий некоторые записи прошлых лет, а также некоторые ранее неопубликованные, в том числе попурри из нескольких песен (Smile Чарли Чаплина, Cabaret, Amado mio и других), исполненное под фортепианный аккомпанемент Элвио Монти.
В 1981 году активно работала в театре, играя роль матери в пьесе Пеликан Августа Стриндберга в постановке Лоренцо Цицерона. Спектакль был поставлен при сотрудничестве с посольством Швеции в Риме.
Сестра Маризы Солинас, Мара Виттория, известна как актриса (под именем Виттория Солинас) и певица (под псевдонимом Мария Соле).

## Фильмография
- Scano Boa, Ренато Далль Ара (1961)
- Бокаччо-70, Марио Моничелли (1962)
- Il peccato, Йорге Грау (1962)
- Костлявая кума, Бернардо Бертолуччи (1962)
- Heimweh nach St. Pauli, Вернер Якобс (1963)
- Senza sole né luna, Лучано Рицци (1964)
- Le conseguenze, Серджо Капонья (1964)
- Freddy, Tiere, Sensationen, Карл Вибах (1964)
- Viale della canzone, Туллио Пьянчентини (1965)
- Viaggio di nozze all’italiana, Марио Амендола (1966)
- Vergine per un bastardo, Убальдо Рагона (1966)
- Riderà (Cuore matto), Бруно Корбуччи (1967)
- Una colt in pugno al diavolo, Серджо Бергозелли (1967)
- From Woman to Woman, (1968)
- Sangue chiama sangue, Луиджи Капуано (1968)
- Giarrettiera Colt, Джан Рокко (1968)
- Killer, adios, Примо Дзельо (1969)
- Una ragazza di Praga, Серджо Пасторе (1969)
- Le dieci meraviglie dell’amore, Сержио Бергонзелли (1969)
- Plagio, Серджо Капонья (1969)
- Il padre di famiglia, Нанни Лой (1969)
- Violentata sulla sabbia, Ренцо Керрато (1971)
- Слепой, Фердинандо Бальди (1971)
- Il tuo piacere è il mio, Клаудио Ракка (1973)
- L’arbitro, Луиджи Филиппо Д’Амико (1974)
- La città dell’ultima paura, Карло Аисино (1975)
- Tutti dentro, Альберто Сорди (1984)
- I due carabinieri, Карло Вердоне (1984)
- Quo vadis?, (1985) телевизионный мини-сериал
- Sindrome veneziana, Карло У. Квинтерио (1989)
- L’ombra del gigante, Роберто Петроччи (2000)
- Almost Blue, Алекс Инфашелли (2000)
- Una donna, tre vite-Lucia, (2005) (телефильм)

## Дискография

### Альбом
- 1978 — Il dito sulla…mala (Beat Records Company, LPF 043, LP)
- 2009 — Venerefenice — Retrospettiva (Domani Musica, DMCD 0505, CD)

### Синглы
- 1964 — Devi imparare/Le tue care dolci cose (La Voce del Padrone, MQ 1942, 7")
- 1965 — Per un’ipotesi/Vestita di lino (La Voce del Padrone, MQ 1958, 7")
- 1966 — Per chi sogna Annamaria/Tanti auguri a te (La Voce del Padrone, MQ 2027, 7")
- 1966 — Il mio albero/Io t’amo (La Voce del Padrone, MQ 2047, 7")
- 1969 — L’estasi/Universo (CDB, CDB 1135, 7") с Андреа Джорданой 1969 — Amo sentirvi/Come uno specchio (CDB, CDB 1137;, 7") сторона A с Армандо Стулой и Витторией Солинас; сторона B с Армандо Стулой
- 1972 — Piombo fuso/Ma io ti amo, (Mau Man, MM 5001, 7")
- 1977 — You Are My Night (7")
- 1981 — Vai suora vai/George Sand (Blitz, BZ 103, 7")
- 1984 — L’altalena/Nocciolina, (Blitz, BZ 113, 7")